# ПОСКО
POSCO (на корейски: 포스코), съкращение от Pohang Iron and Steel Company, е южнокорейска компания.
Тя е сред най-големите производители на стомана в света – произвела е 2 890 000 тона продукти през 2003 г.
Основана е като държавна компания в края на 60-те години на 20-ти век. Изгражда 2 големи металургични завода в Похан и Гвенян. POSCO е приватизирана през октомври 2000 г.